# Leptenicodes
Leptenicodes is een kevergeslacht uit de familie van de boktorren (Cerambycidae). De wetenschappelijke naam van het geslacht werd voor het eerst geldig gepubliceerd in 1953 door Breuning.

## Soorten
Leptenicodes omvat de volgende soorten:
- Leptenicodes gracilis (Fauvel, 1906)
- Leptenicodes quadrilineatus Breuning, 1953